# Mikoshi

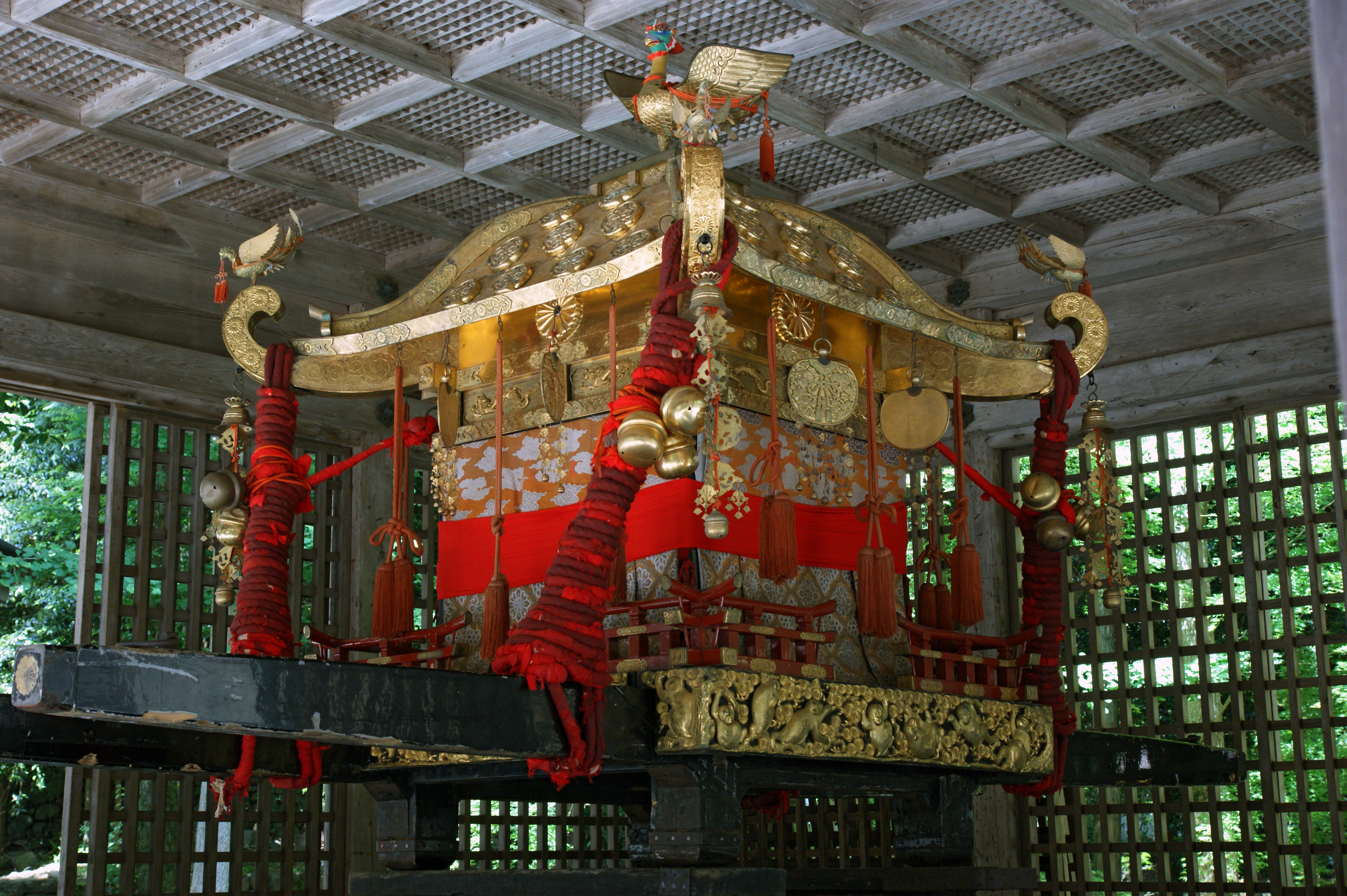
Mikoshi des Hiyoshi Großschreins (Hiyoshi-Taisha) in Ōtsu

Als Mikoshi (anhörenⓘ; japanisch 神輿, höflich Omikoshi (anhörenⓘ; „ehrwürdige Sänfte“, auch Shin’yo, „Göttersänfte“)) bezeichnet man im Japanischen einen tragbaren Schrein, in dem die Gottheit (Kami) bei Festen aus ihrem Gebäude im Shintō-Schrein herausgeführt werden.

## Übersicht
Ein Mikoshi hat ein geschwungenes, reich verziertes Dach. Bei Schreinfesten (Matsuri) werden diese „Göttersänften“ von jungen Männern und Frauen mit Hilfe von zwei bis sechs Tragbalken getragen. Die Träger stemmen sich unter die Balken und tragen es mit lauten, rhythmischen Rufen durch die Straßen. In Küstenregionen Japans waten sie vielerorts mit dem Schrein ins Meer, um für einen guten Fang zu bitten.
Viele Feste folgen seit Generationen überlieferten Vorschriften. Beim Hōnen Fest (Hōnen-Matsuri) z. B. wird der Mikoshi von 42 Jahre alten Männern in weißer Kleidung getragen. Bei manchen Festen wird der Schrein von den Trägern wild hin und her geschwenkt. 
Während der Festtage stellt man die Mikoshi nach den Umzügen in einem besonderen Schrein (御旅所, O-tabisho) ab. Diese sollen einst bedeutsamer gewesen sein als die jeweiligen stationären Schreingebäude.

## Bilder

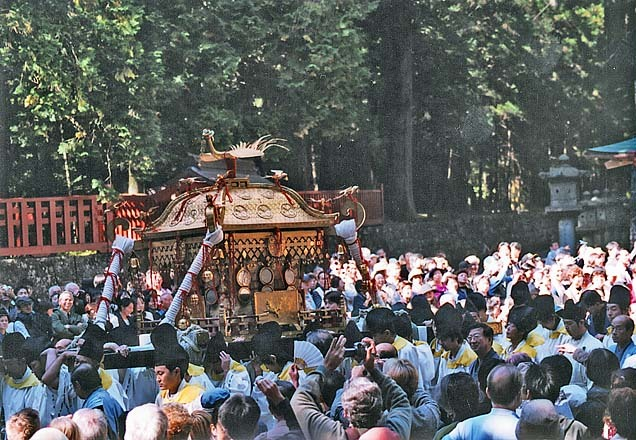
Mikoshi in Nikkō[A 1]
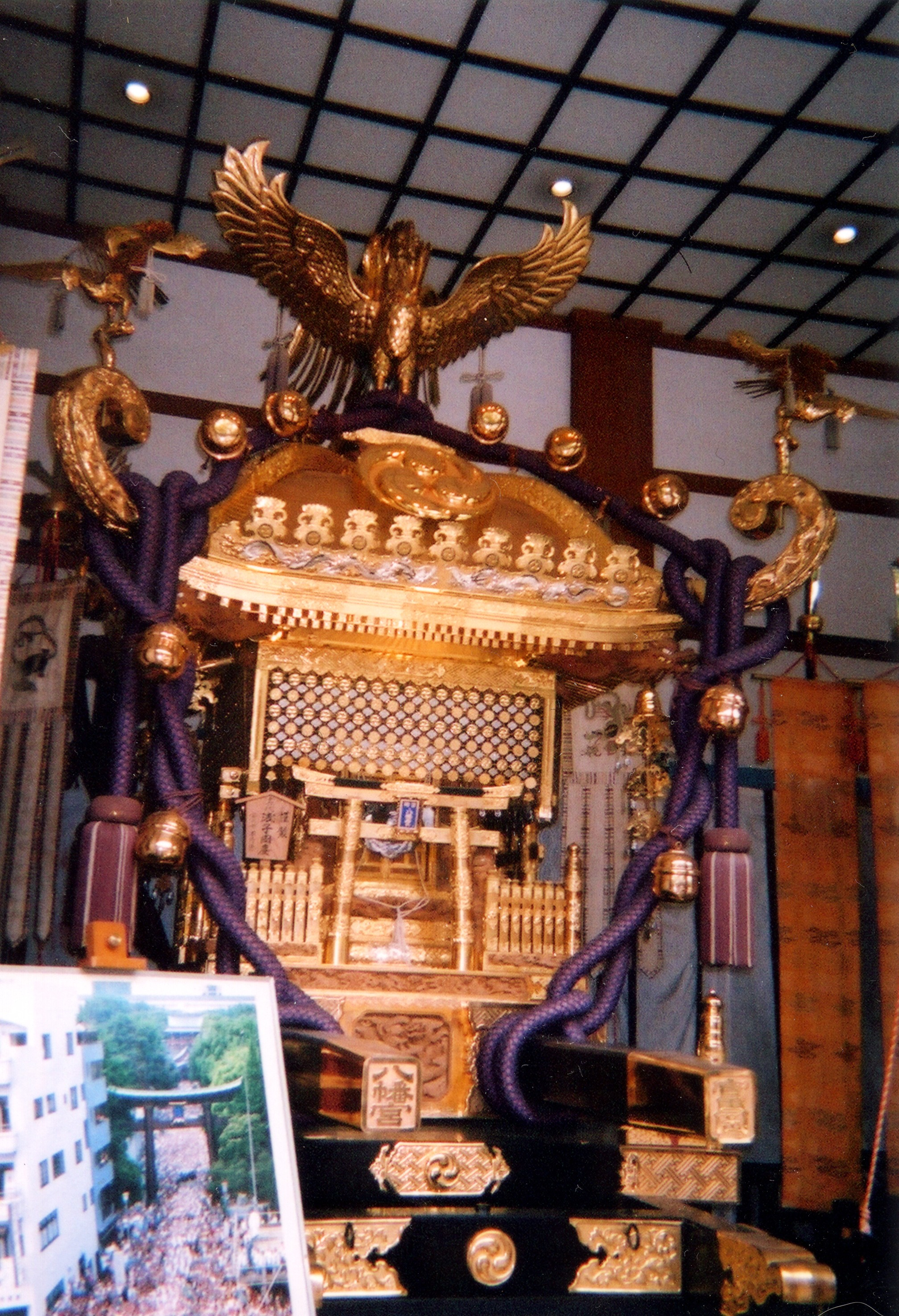
Mikoshi[A 2]
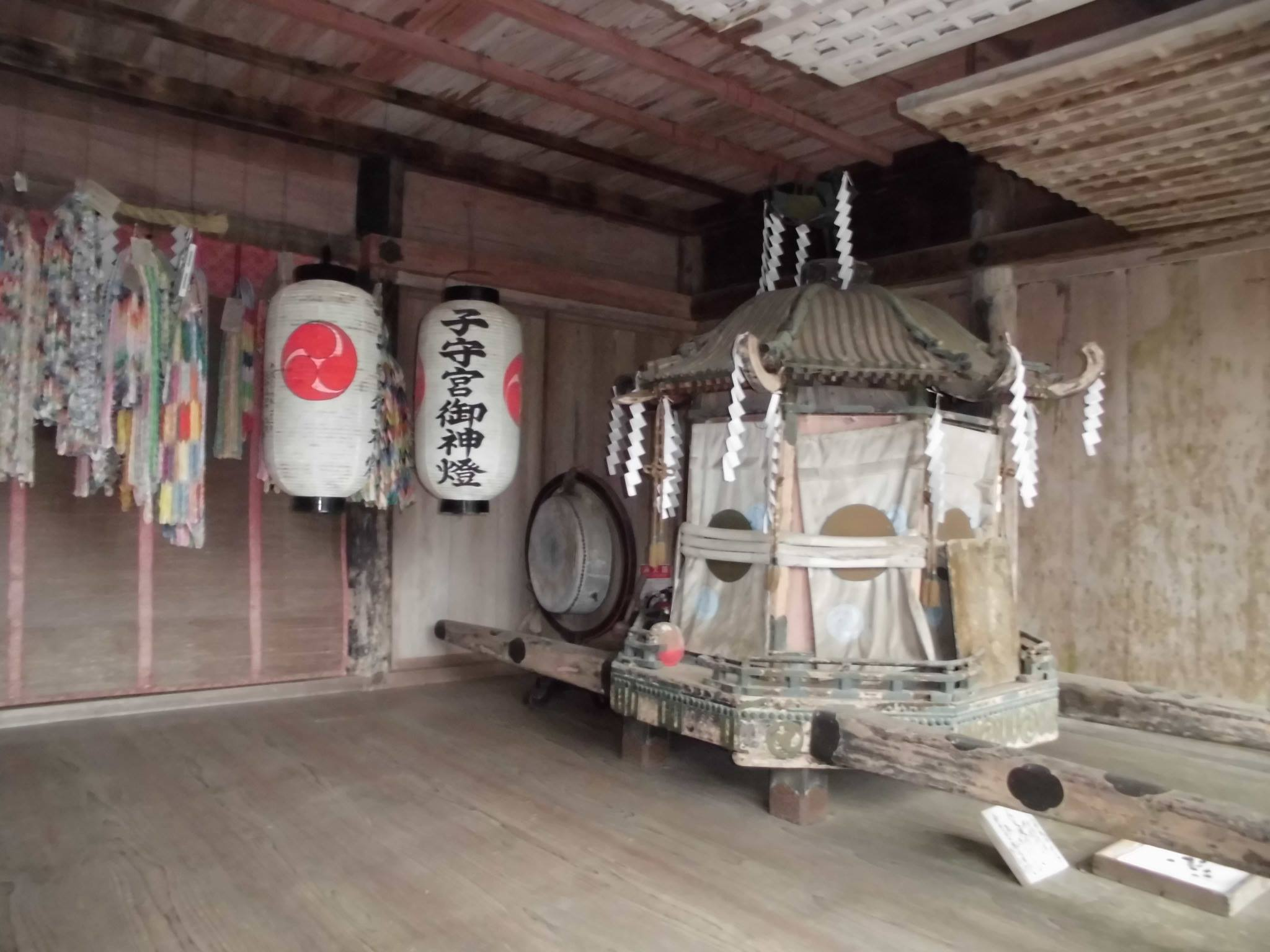
Tragbarer Schrein[A 3]
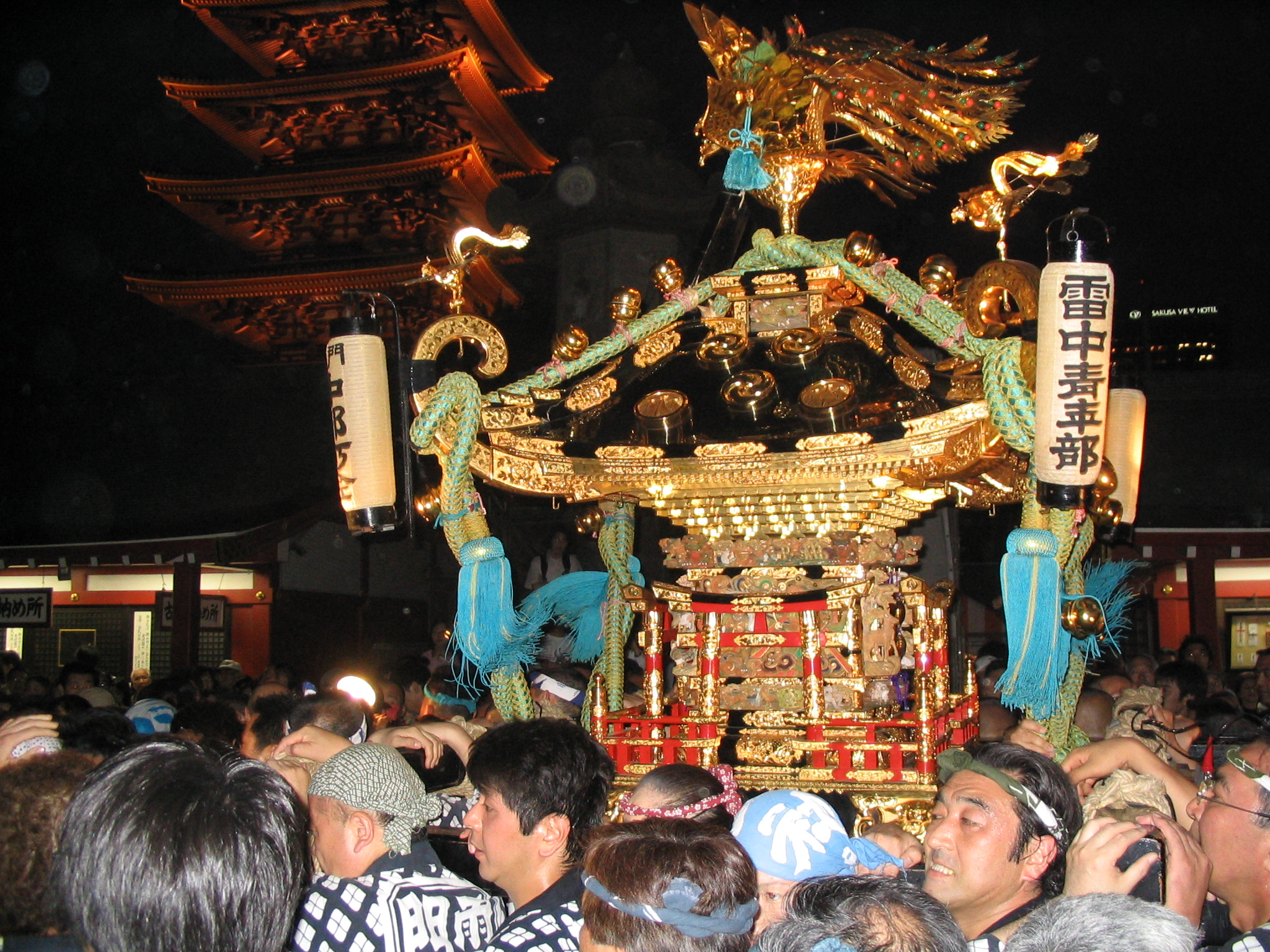
Akasaka-Matsuri, Tōkyō
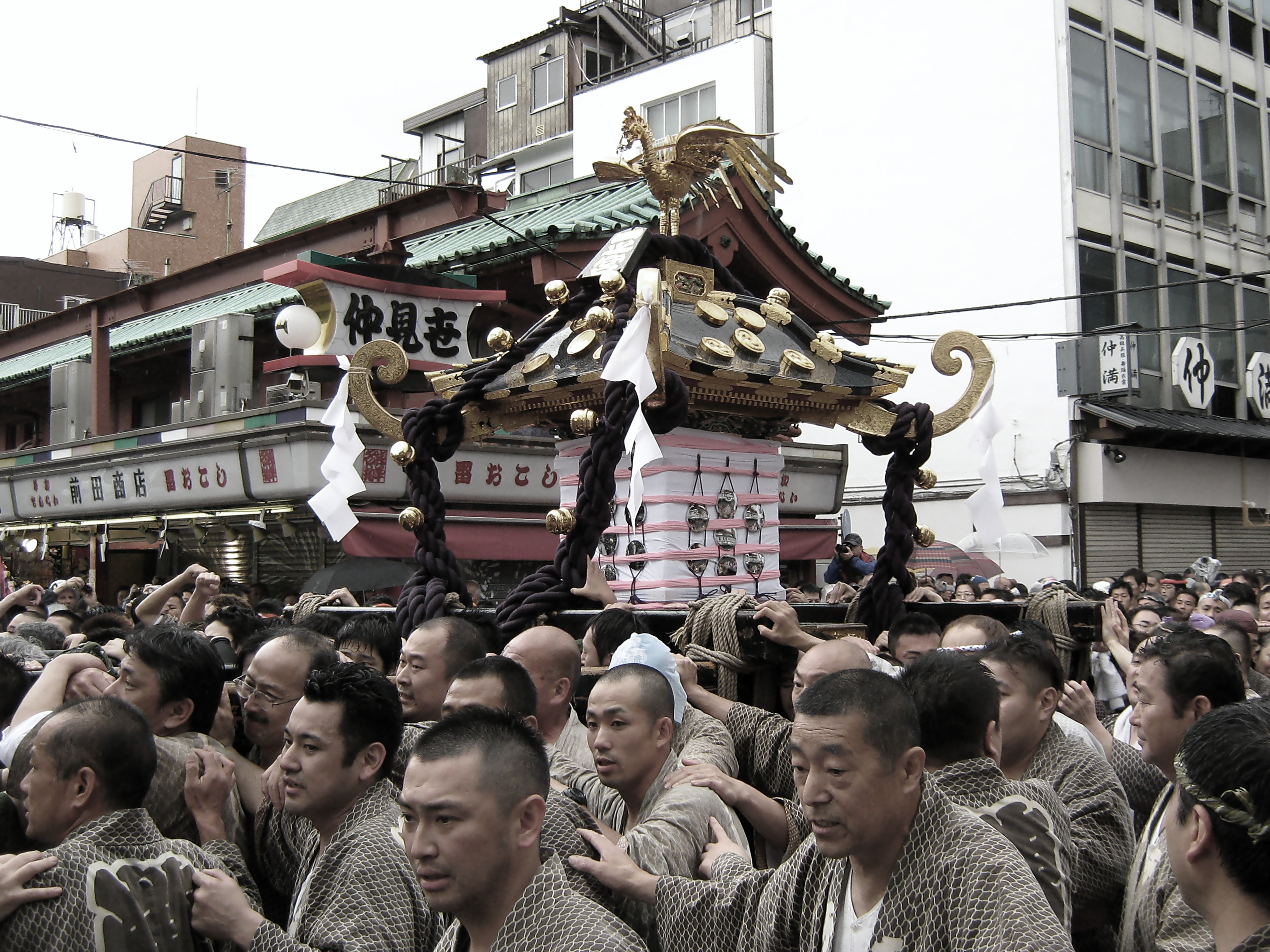
Sanja-Matsuri, Tōkyō
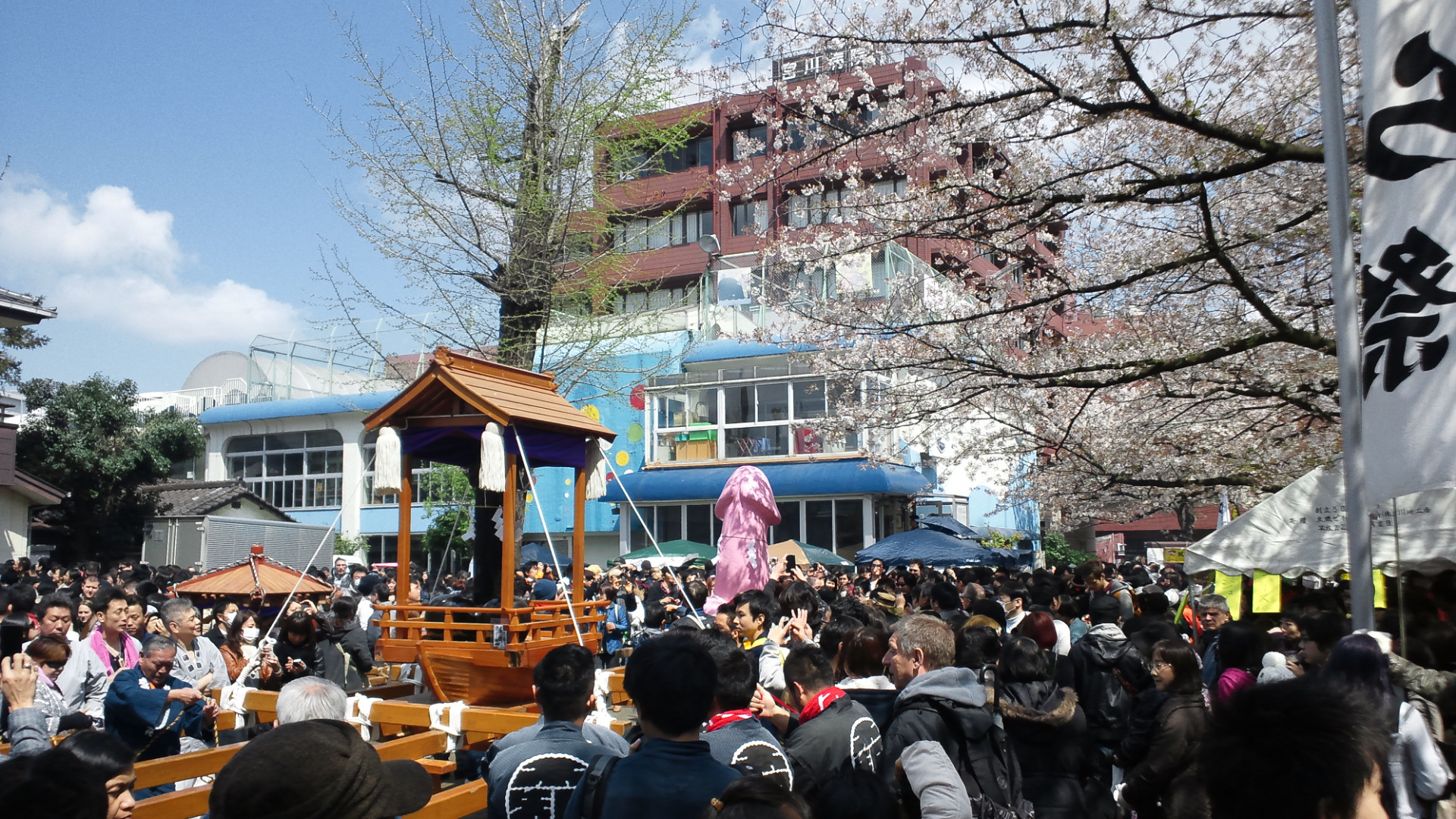
Kanamara-Matsuri, Kawasaki
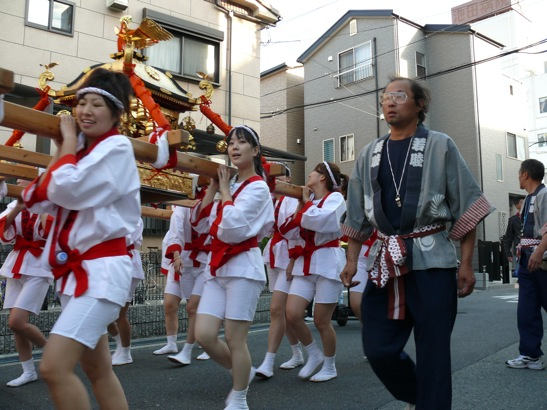
Frauen mikoshi
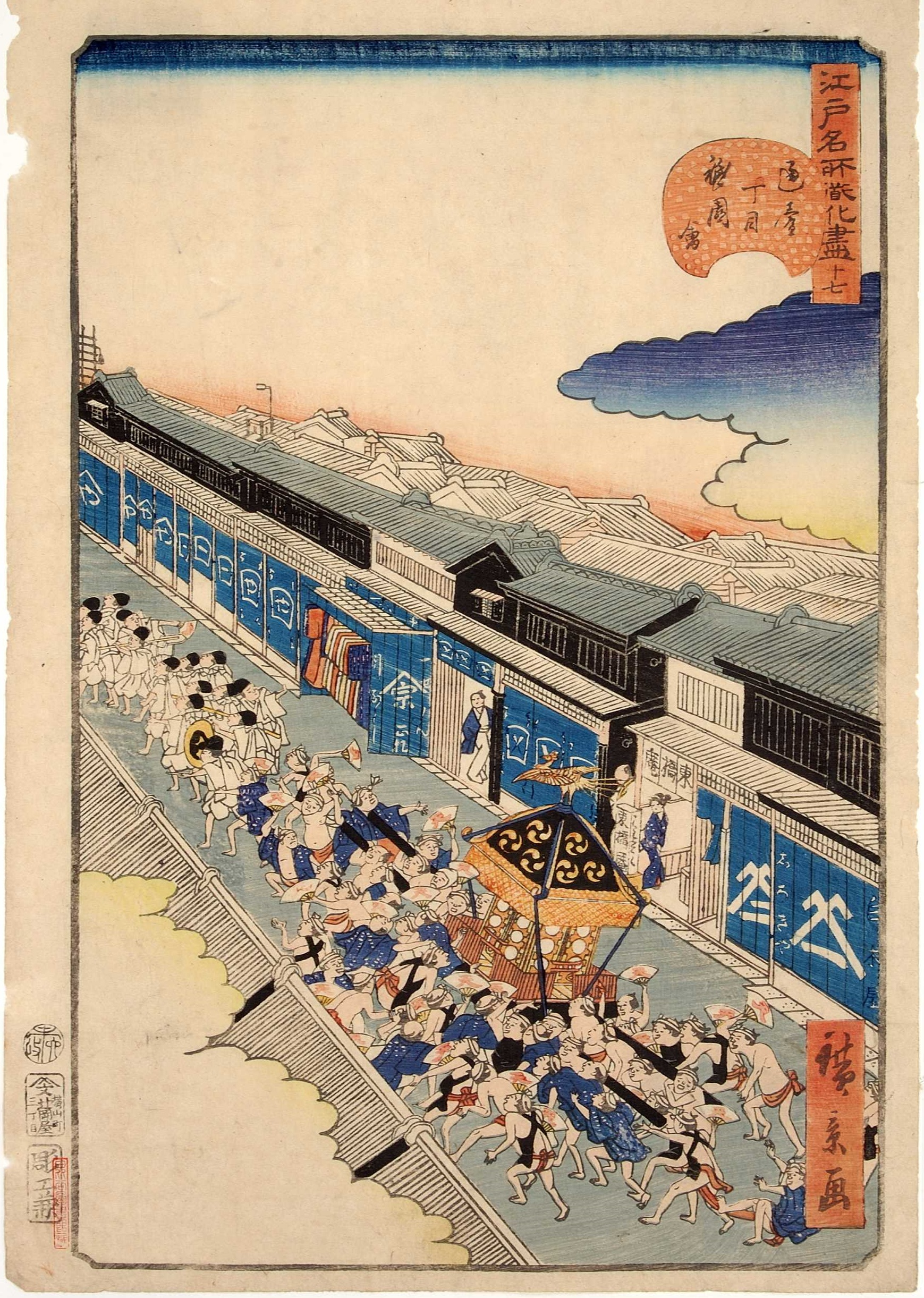
Utagawa Hirokage.